# Irmã Dulce
Maria Rita Lopes Pontes, connue sous le nom de Irmã Dulce, née à Salvador de Bahia le 26 mai 1914 et morte dans la même ville le 13 mars 1992, était une religieuse brésilienne appartenant à la congrégation des Sœurs missionnaires de l'Immaculée Conception de la Mère de Dieu. Connue pour ses nombreuses œuvres en faveur des plus nécessiteux, icône de la charité, elle était surnommée le « bon ange de Bahia ». Elle est vénérée comme sainte par l'Église catholique. Elle est fêtée le 13 mars.

## Biographie

### Jeunesse
Maria Rita Lopes Pontes, de son nom civil, naît le 26 mai 1914 à Salvador de Bahia. Elle est la seconde d'une famille de cinq enfants. À 6 ans, Rita perd sa mère, décédée à la naissance de sa dernière fille. À 13 ans, elle manifeste son désir de devenir religieuse, et accompagne volontiers son père, très religieux, apporter son aide aux habitants des quartiers les plus défavorisés.
Elle prend elle-même des initiatives pour secourir les plus pauvres. Dans la cuisine familiale, elle recueille les enfants, les adultes et les personnes âgées les plus nécessiteux, pour leur donner de quoi manger ou de quoi se soigner. À 15 ans, elle demande à entrer chez les Franciscaines du couvent de Desterro, mais elle n'est pas prise à cause de son jeune âge. 

### Vie religieuse
Après avoir terminé ses études et obtenu son diplôme de professeur, Rita intègre la congrégation des Sœurs missionnaires de l'Immaculée Conception de la Mère de Dieu, le 8 février 1933,. Le 15 août 1934, elle prononce ses premiers vœux de religieuse, et prend le nom de sœur Dulce. Son modèle est sainte Thérèse de Lisieux, et s'efforce, comme elle, de réaliser chaque acte ordinaire avec amour. Elle commence par se former aux soins comme infirmière dans le servie de radiologie à l’hôpital. 
Dès 1936, elle fonde le premier mouvement ouvrier de la ville, pour organiser la solidarité et unir les travailleurs dans la foi chrétienne : l'Union ouvrière de Saint François. 
En 1937, elle fonde avec son père spirituel, le frère Hildebrando Kruthau, le Cercle ouvrier de Bahia. 
Pour sœur Dulce, avec l'amour on dépasse les obstacles et les sacrifices. C'est dans cet état d'esprit qu'elle redouble d'initiatives pour soulager les misères, alors qu'elle-même ne possède rien. En 1939, elle parvient à ouvrir le Collège San Antonio, dans un quartier populaire de Bahia, pour offrir une éducation aux enfants d'ouvriers. La même année, sœur Dulce commence à accueillir des malades dans des locaux abandonnés de Bahia. En 1949, avec la permission de sa supérieure, elle peut recueillir une soixantaine de malades dans un ancien poulailler du couvent. Dix ans plus tard, sœur Dulce fonde l'Hopitâl San Antonio, à partir de rien,. Dès lors s'organise un véritable réseau hospitalier pour chercher les sans abris dans la rue. Chaque jour 3 000 personnes sont prises en charge. 
En 1959 est créé l'Hospice social Sœur Dulce, qui fut reconnu comme association humanitaire par les autorités brésiliennes. Devant l'afflux des plus nécessiteux, ses œuvres grandissent et de nombreux volontaires la rejoignent. Elle fonde même l'Institut des Filles de Marie, Servantes des Pauvres, pour l'aider dans ses œuvres. En 1979, sœur Dulce rencontre Mère Teresa et l'année suivante le pape Jean-Paul II lui rend visite au cours de son premier voyage apostolique au Brésil.

### Dernières années
En 1988, la candidature de sœur Dulce est présentée au Prix Nobel de la Paix,. Bien que dotée d'une santé fragile et sujette à des accidents cardiaques, elle poursuit sans repos ses multiples activités, pour l'organisation de ses œuvres mais surtout pour le soin des plus nécessiteux, dans la rue ou à l'hôpital. 
Depuis quelques années, son état physique se dégrade fortement. Elle ne possède plus que 30 % de ses capacités respiratoires. En octobre 1991, Jean-Paul II se rend à son chevet,. Elle meurt le 13 mars 1992,. Le « bon ange de Bahia », comme elle était surnommée par la population, a droit à des obsèques officielles, avec une procession de 6 kilomètres escortée par la police nationale et suivie par des milliers de personnes.

## Vénération

### Béatification

#### Enquête sur les vertus

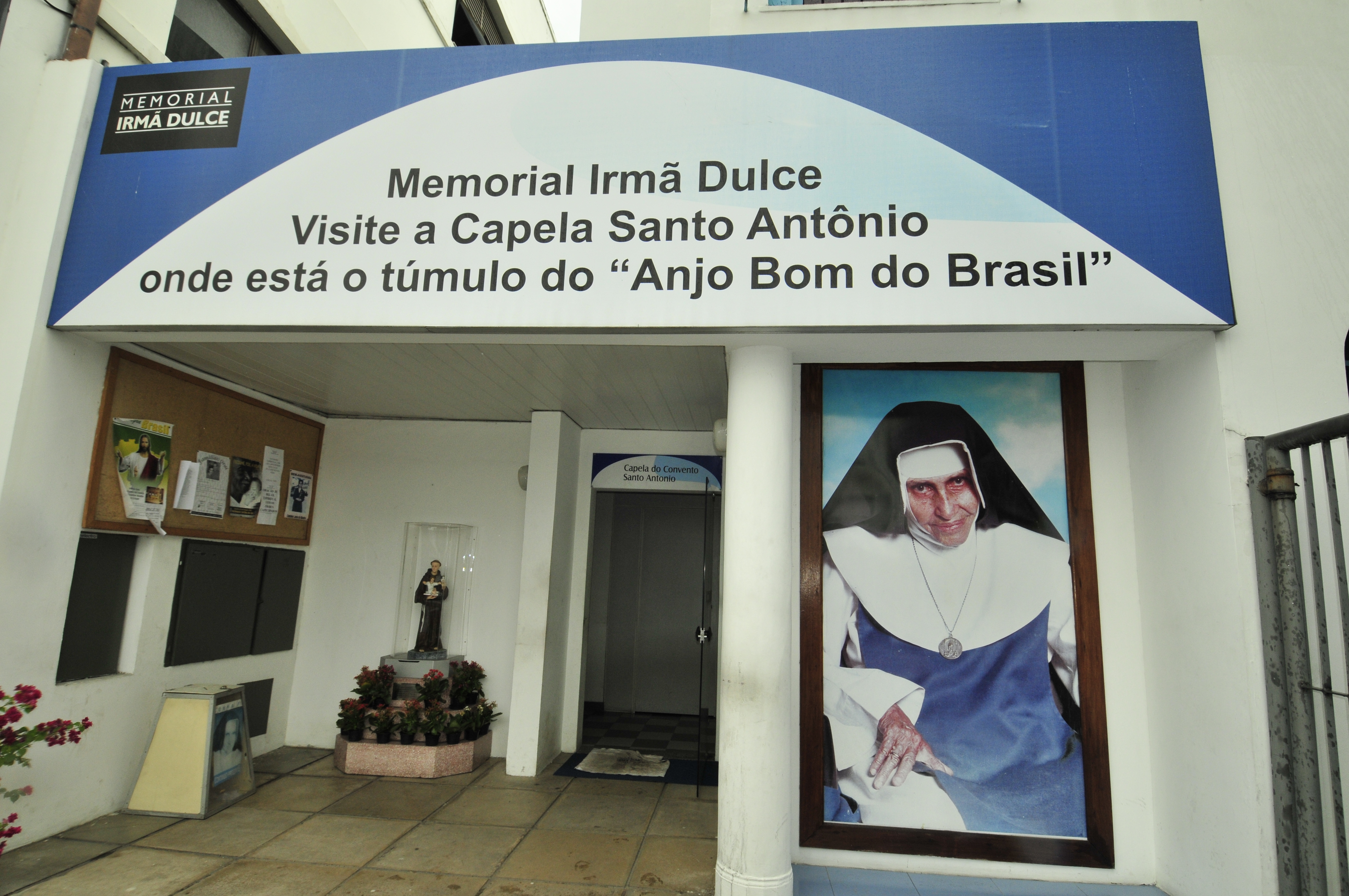
Mémorial Irma Dulce près de la chapelle de l'hôpital San Antonio.

La cause pour la béatification et la canonisation de sœur Dulce débute le 17 janvier 2000, à Salvador de Bahia. L'enquête diocésaine récoltant les témoignages sur sa vie se clôture le 1er juin 2001, puis est envoyée à Rome pour y être étudiée par la Congrégation pour les causes des saints. 
Après le rapport positif des différentes commissions sur la sainteté de sœur Dulce, le pape Benoît XVI procède, le 3 avril 2009, à la reconnaissance de ses vertus héroïques, lui attribuant ainsi le titre de vénérable,. 

#### Le premier miracle
À partir de 2003, une enquête médicale est menée sur une guérison qui aurait été obtenue par l'intercession de sœur Dulce. Il s'agit du cas d'une brésilienne atteinte d'une hémorragie incontrôlable, qu'aucune intervention chirurgicale ne pouvait arrêter. Alors que les médecins avaient abandonné tout espoir, ses proches invoquèrent sœur Dulce, et l'hémorragie prit fin immédiatement. Compte tenu des rapports en faveur d'une guérison dite miraculeuse, le pape Benoît XVI procède, le 10 décembre 2010, à la reconnaissance du miracle et signe le décret permettant la béatification de sœur Dulce. 
Celle-ci est proclamée bienheureuse au cours d'une messe célébrée à Salvador de Bahia le 22 mai 2011, par le cardinal Geraldo Majella Agnelo, en présence de la Présidente Dilma Roussef et de 70 000 personnes.

### Canonisation

#### Le second miracle

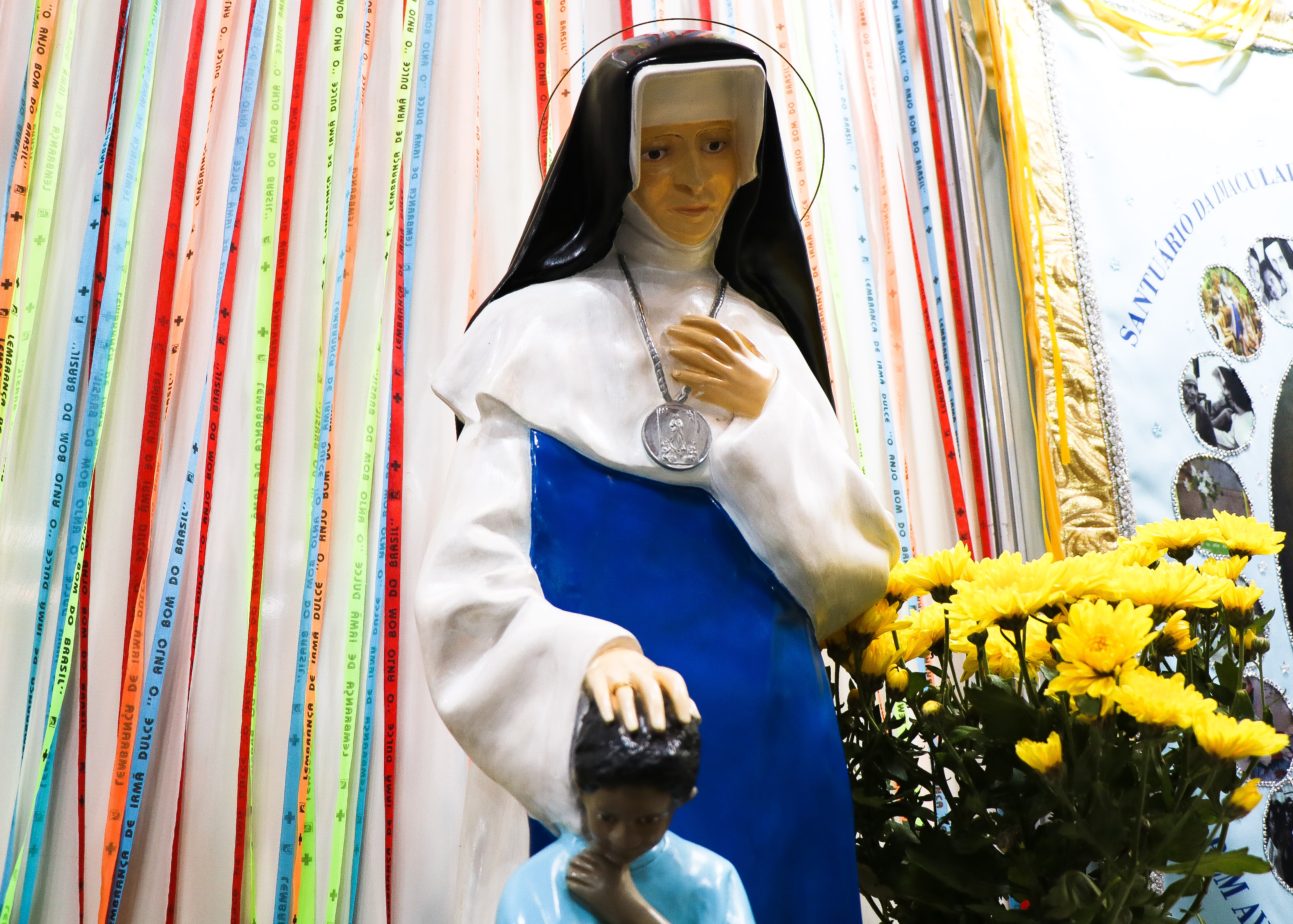
Statue de Sainte Dulce.

En 2015 débute une nouvelle enquête sur un second miracle attribué l'intercession de sœur Dulce, indispensable pour sa canonisation. Il s'agit d'un brésilien d'une cinquantaine d'années, aveugle depuis 14 ans. Après avoir prié sœur Dulce de le guérir, il retrouva la vue. Son cas fut examiné par des ophtalmologistes reconnus, qui constatèrent tous l'absence d'explication scientifique À la suite des rapports des commissions médicales et théologiques, le 13 mai 2019, le pape François reconnaît comme authentique cette guérison dite miraculeuse, et signe le décret de sa canonisation. 
Sœur Dulce a été solennellement proclamée sainte le 13 octobre 2019, lors d'une messe célébrée par le pape François sur la place Saint-Pierre à Rome,. (Saint Dulce des pauvres).

### Culte
Elle est commémorée le 13 mars selon le Martyrologe romain.
Le 9 juin 2010, la dépouille de sœur Dulce est transférée dans l'église Imaculada Conceição da Madre de Deus à Salvador de Bahia. À l'occasion, sa dépouille est découverte intacte, 18 ans après sa mort. Elle est depuis placée dans une châsse de verre, pour être exposé à la vénération des fidèles.